# Ёсида-дзиндзя
Ёсида-дзиндзя (яп. 吉田神社) — синтоистское святилище, расположенное в Киото, Япония.

## Мифология
Божество Амэ-но коянэ-но микото, которому поклоняются в Ёсида-дзиндзя, был послан Аматэрасу на землю с драгоценной реликвией — зеркалом Аматэрасу. Этот ками считается прародителем клана Накатоми, который за поддержку будущего императора Тэндзина в борьбе против клана Сога получил имя Фудзивара.
В одном из малых храмов на территории святилища поклоняются его основателю, Фудзиваре Ямакагэ. Легенды приписывают ему мастерство в обращении с кухонным ножом, например, говорят, что он изобрёл 36 способов разрезания карпа, не прикасаясь к нему руками. Поэтому он считается покровителем поваров и ресторанов.

## История
Святилище было основано в 859 г. Фудзиварой Ямакагэ и, как многие святилища рода Фудзивара, является филиалом храма Касуга в Наре.
Со своего основания храм находился под контролем священнического рода Урабэ, в 1375 году Урабэ Канэхиро изменил фамилию на Ёсида. В годы войны Онин (1467—1477) храм частично сгорел.
Святилище было восстановлено в конце 1470-х годов Ёсидой Канэтомо, сделавшего храм центром созданного им течения синтоизма — Ёсида синто. Ёсида боролся за влияние с другими святилищами, и в 1489 году заявил, в храм из Исэ-дзингу перенеслось зеркало Ята-но кагами. Кроме того, он утверждал, что все ками Японии ежедневно сходят на гору Ёсида. Согласно его версии, в храме поклонялись Тайгэнсину («божеству великого начала»), который является первопричиной всего и прародителем рода Ёсида. Для поклонения ему был построен «Храм Великого Начала» (Сайдзёсё Дайгэнгу), в котором почитались и все 3132 ками, перечисленные в списке «Энгисики».
В 1590 году в святилище был построен Хассиндэн, где с 1609 по 1868 года заседал Дзингикан («Палата Небесных и Земных Божеств»).
С 1871 по 1946 год святилище было официально причислено к кампэй тюся (яп. 官幣中社 средние императорские храмы) — второй по старшинству категории поддерживаемых государством святилищ.

## Архитектура
Самым необычным зданием святилища является Дайгэнгу («Храм Великого Начала»), имеющий восьмиугольное основание и сложную полувальмовую крышу, основанную на стиле иримоя-дзукури. Конёк ориентирован на ось север-юг и имеет тиги и пять кацуоги. На восьмигранном основании стоит колодец, вокруг которого насыпано 3132 камушков, по числу японских ками. В конструкции Дайгэнгу видно влияние как буддистских восьмиугольных павильонов, так и архитектуры святилища Исэ. По обе стороны от павильона расположено множество небольших святилищ, посвящённых всем ками; они объединены в два длинных строения.
Святилище имеет четыре хондэна. Кроме тории на входе, множество тории расположены на тропе, ведущей на гору Ёсида. По пути от хондэнов к Дайгэнгу стоит храм, посвящённый Ёсиде Канэтомо. Храм стоит над его могилой, что необычно для синтоистских святилищ.

## Галерея

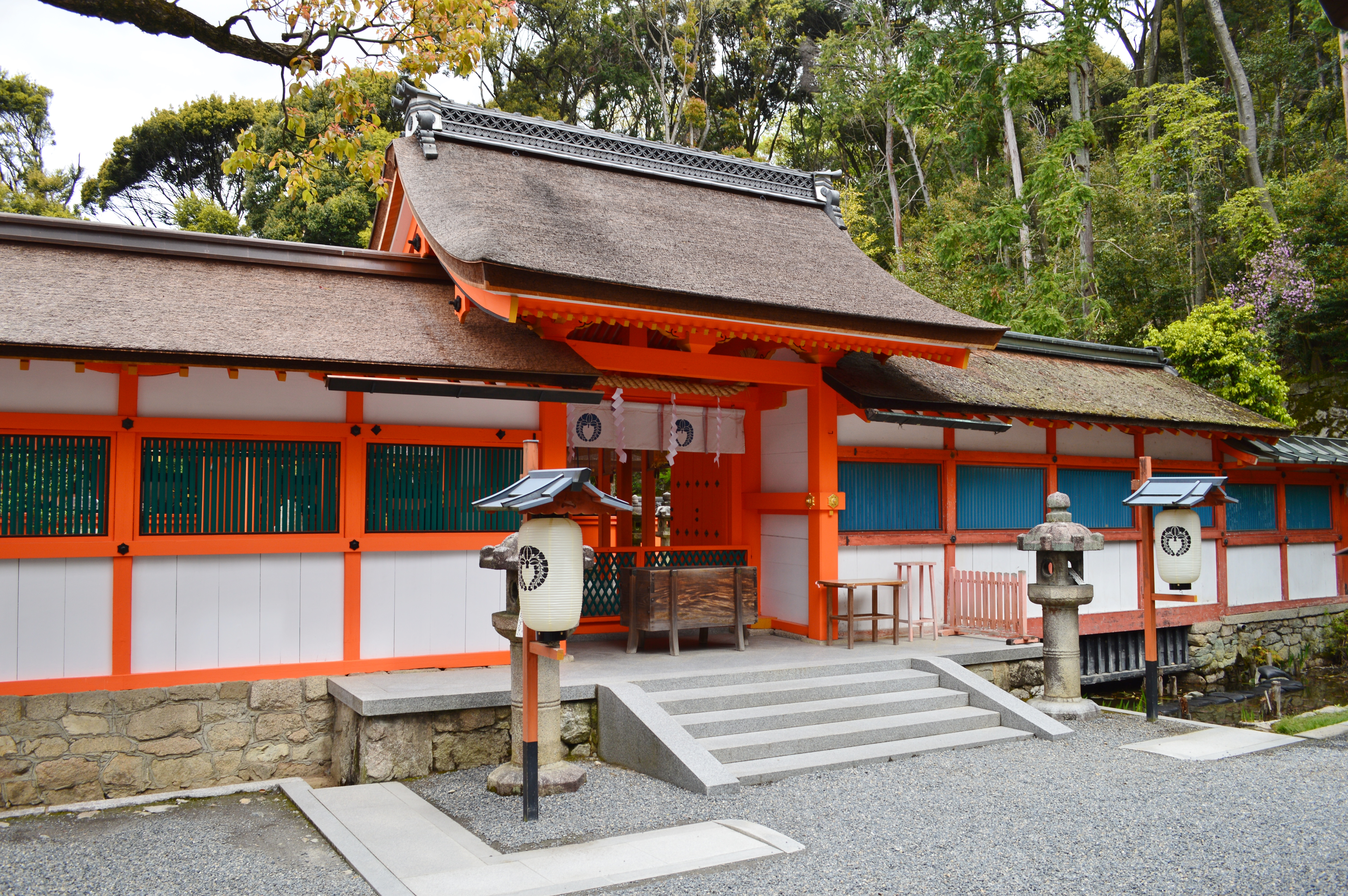
Нака-мон
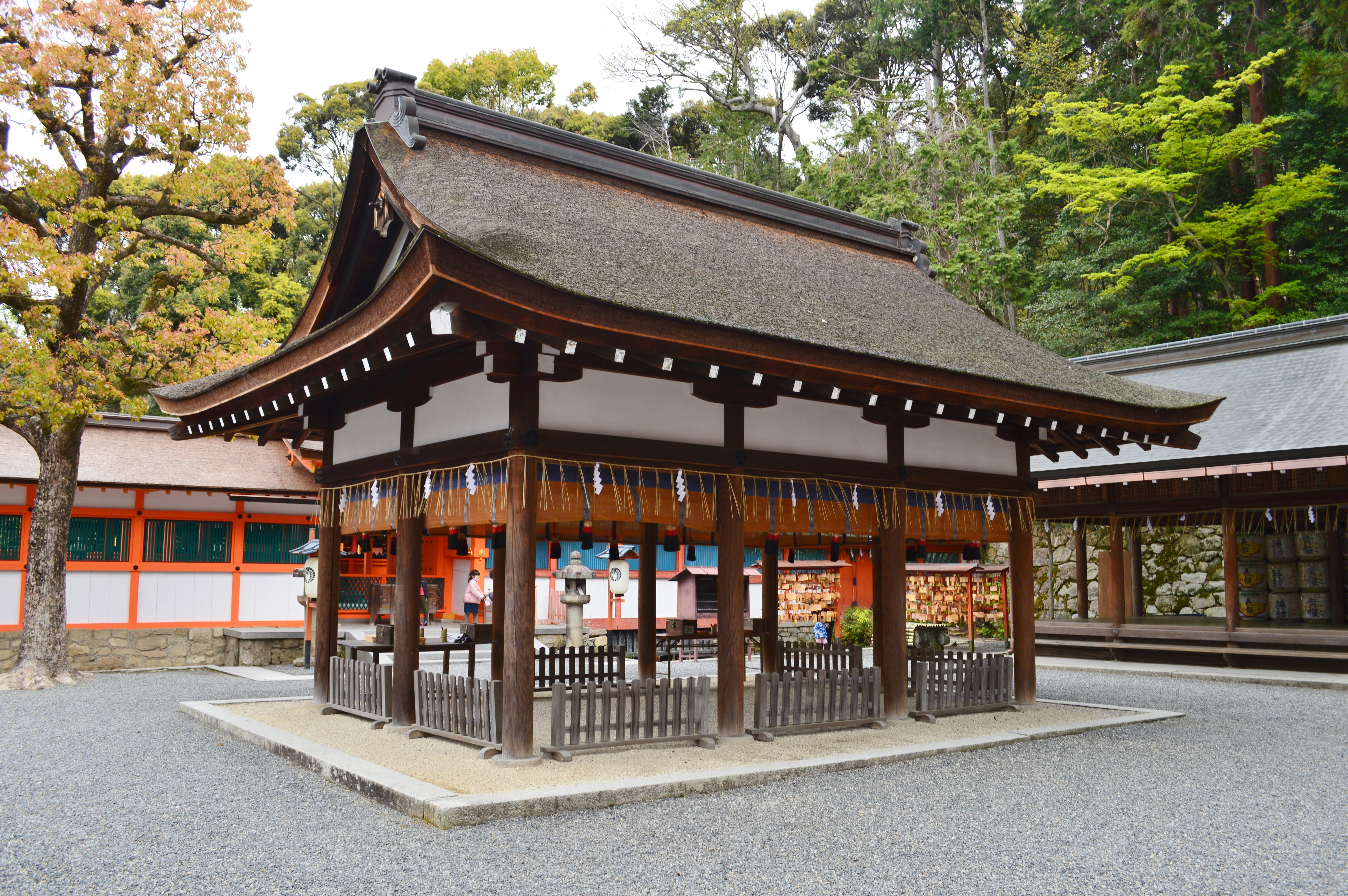
Хайдэн
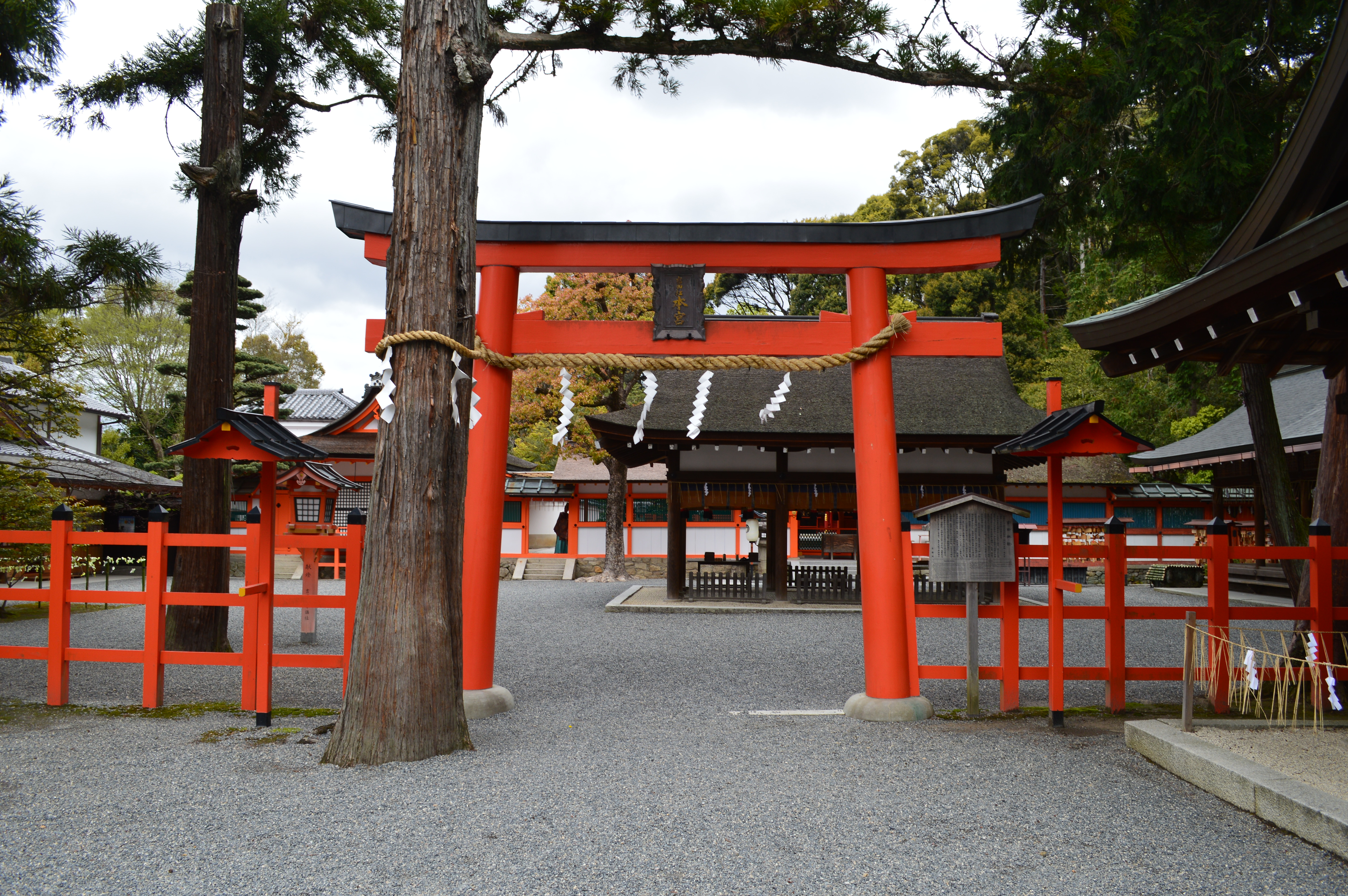
Кэйдай-тории
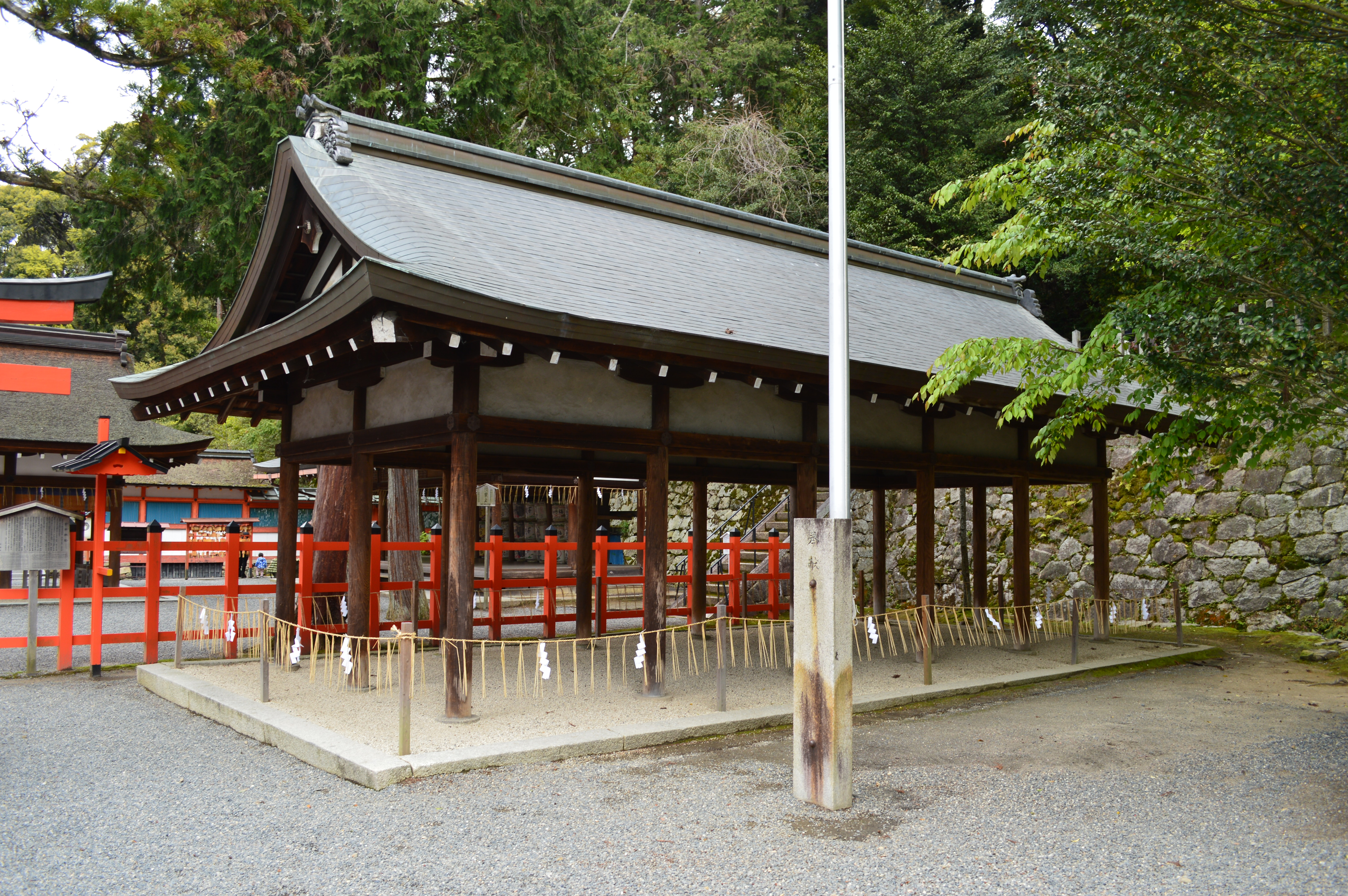
Тякутодэн
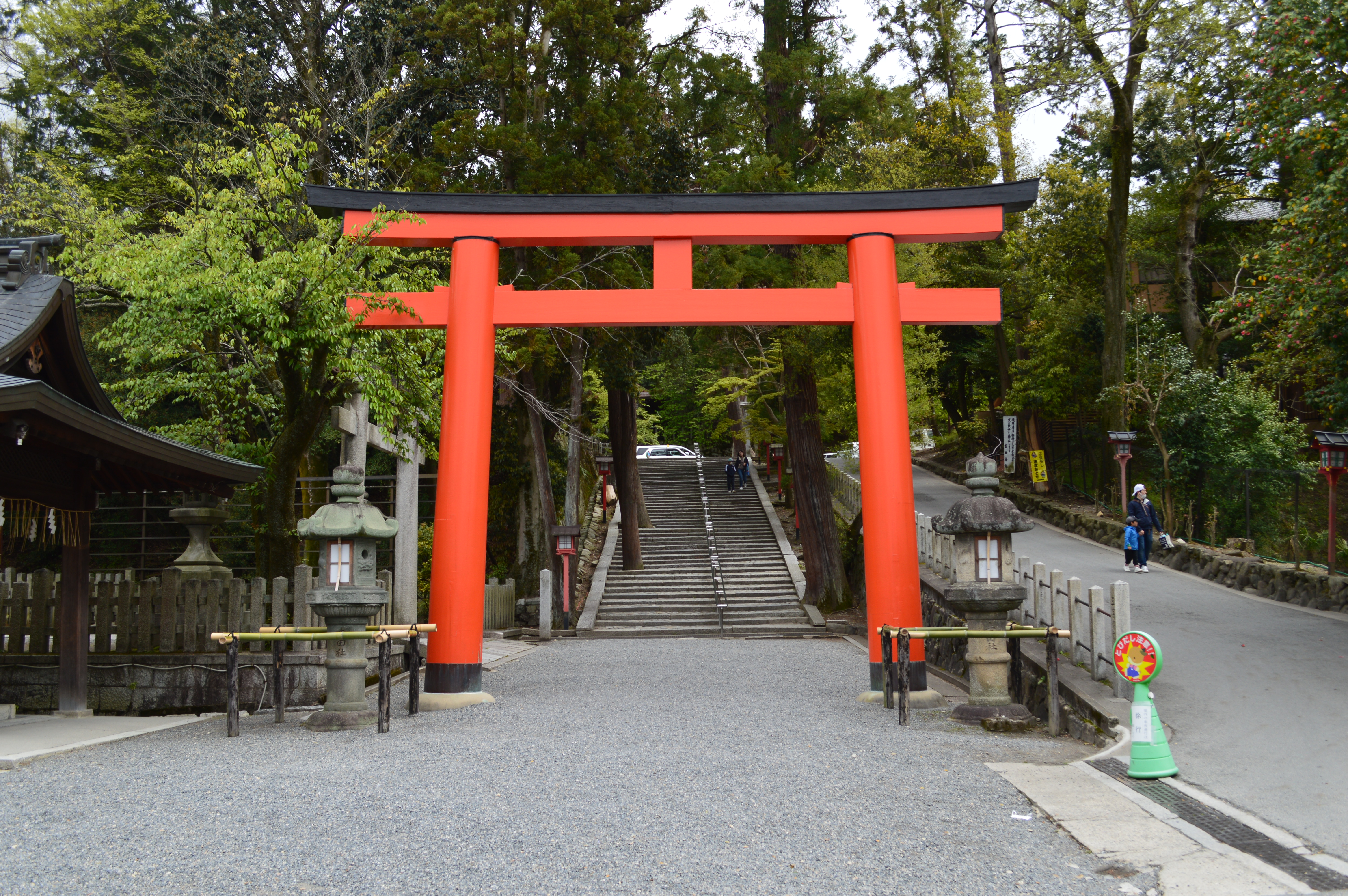
Тории